# ویروس‌های ماهیچه‌ای
ویروس‌های ماهیچه‌ای (نام علمی: Myoviridae) نام یک خانواده از فرمانرو ویروس است.